# نيفيل ثورنتون
نيفيل ثورنتون (بالإنجليزية: Neville Thornton)‏ هو سياسي نيوزلندي، ولد في 1940. حزبياً، نشط في Unionist Party of Northern Ireland ‏.